# Calopogon
Calopogon – rodzaj roślin z rodziny storczykowatych (Orchidaceae). Występują we wschodniej części Ameryki Północnej, we wschodnich i centralnych stanach USA oraz Kanady, także na Bahamach i Kubie. Rosną na wilgotnych i kwasowych glebach bagiennych oraz na sawannach.

## Morfologia
Roślina naziemna, kłącze eliptyczne, rosochowate. Liście pojedyncze i lancetowate. Kwiatostan pojedynczy z dużą liczbą kwiatów. Kwiaty nie odwrócone, pachnące w różnym stopniu. Warżka trójklapowa. Prętosłup biały do karmazynowego, pylnik blado żółty do różowego. Kwity posiadają cztery pyłkowiny. Torebka cylindryczna.

## Systematyka
Rodzaj sklasyfikowany do podplemienia Arethusinae w plemieniu Arethuseae, podrodzina epidendronowe (Epidendroideae), rodzina storczykowate (Orchidaceae), rząd szparagowce (Asparagales) w obrębie roślin jednoliściennych.
Wykaz gatunków
- Calopogon barbatus (Walter) Ames
- Calopogon multiflorus Lindl.
- Calopogon oklahomensis D.H.Goldman
- Calopogon pallidus Chapm.
- Calopogon tuberosus (L.) Britton, Sterns & Poggenb.